# Sail Rock (Südliche Shetlandinseln)
Der Sail Rock (von englisch sail ‚Segel‘, spanisch Roca Vela) ist ein 30 m hoher Klippenfelsen im Archipel der Südlichen Shetlandinseln. Er liegt 11 km südwestlich von Deception Island in der Bransfieldstraße.
Die deskriptive Benennung geht mindestens auf das Jahr 1822 zurück und erfolgte wahrscheinlich durch Robbenjäger. Aus der Ferne erinnert die Form des Felsens an ein Schiff unter Segeln, während sie aus der Nähe eher einem Haus mit Giebel gleicht.